# CVV 4 Pellicano
Il Pellicano era un aliante ad ala alta, progettato e realizzato presso il Centro per il Volo a Vela del R. Politecnico di Milano negli anni trenta.

## Storia del progetto
Questo aliante venne progettato espressamente per partecipare al concorso (che ebbe luogo a Sezze Littoria nel febbraio 1939) per la scelta del veleggiatore olimpionico. Il veleggiatore avrebbe dovuto concorrere alle Olimpiadi del 1940 che, peraltro, non furono disputate a causa dell'entrata in guerra dell'Italia.

Progettato e costruito in soli tre mesi, superò brillantemente tutte le prove del regolamento del concorso senza che prima fosse stato possibile effettuare alcun volo di prova.

## Tecnica

### Cellula
La fusoliera era a sezione ovoidale e il posto del pilota era completamente chiuso e posteriormente raccordato con la fusoliera in modo da ottimizzare l'aerodinamica.

Posteriormente al pilota, la fusoliera era di tipo a guscio, completamente aperta per agevolare le operazioni di montaggio ed eventuali piccole riparazioni.
Il seggiolino del pilota prevedeva la sistemazione del paracadute e la strumentazione comprendeva una bussola, un variometro, l'indicatore di velocità, un altimetro e l'indicatore di virata e sbandamento. Dietro il pilota trovava posto il barografo.
Sotto la fusoliera era montato un pattino d'atterraggio.

### Superfici alari
La superficie alare era caratterizzata da un'ala a sbalzo, di marcata forma ad M, a pianta trapezoidale con le estremità ellittiche. La struttura è monolongherone, a cassetta. Dal punto di vista aerodinamico, l'ala usa due profili biconvessi: NACA 2418 all'incastro dell'ala e NACA 0012 all'estremità.
Su entrambe le superfici dell'ala erano presenti diruttori doppi, a fessura, per fissare la velocità limite a 200 km/h in qualsiasi assetto di volo.
Il timone di direzione aveva una grande superficie e i piani orizzontali erano montati sopra la fusoliera, in posizione avanzata rispetto al timone di direzione.